# Henry Hazlitt
Pour les articles homonymes, voir Hazlitt.
Henry Hazlitt (28 novembre 1894 - 8 juillet 1993) est un philosophe, essayiste, économiste et journaliste libertarien américain.
Journaliste au Wall Street Journal, à Newsweek et au New York Times, il s'est fait connaître grâce à son livre L’Économie Politique en une Leçon, un ouvrage de vulgarisation sur les principes de l'économie de marché, basé sur Ce qu'on voit et ce qu'on ne voit pas de Frédéric Bastiat. Auteur prolifique, il est aussi l'auteur d'une œuvre majeure sur l'éthique, The Foundations of Morality.
Dans son ouvrage de 1959, The Failure of the New Economics: An Analysis of the Keynesian Fallacies, il établit une critique méthodique et systématique de la Théorie générale de l'emploi, de l'intérêt et de la monnaie de John Maynard Keynes. Il en dira même qu'il « n'a pas pu y trouver une seule doctrine qui soit vraie et originale. Ce qui est original dans son livre est faux et ce qui est juste n'est pas nouveau ».
Très proche de la romancière et philosophe Ayn Rand dans les années 1940-1950, sa pensée fut influencée par cette dernière.

## Biographie
Henry Hazlitt est né à Philadelphie, en Pennsylvanie, et a grandi à Brooklyn, New York. Il était un descendant collatéral de l'essayiste britannique William Hazlitt, mais a grandi dans une relative pauvreté, son père étant décédé quand Hazlitt était un bébé. Ses premiers héros étaient Herbert Spencer et William James, et sa première ambition était de faire une carrière universitaire en psychologie et en philosophie. Il a fréquenté le City College de New York mais l'a quitté peu de temps après pour subvenir aux besoins de sa mère, deux fois veuve.

## Citations
- « L'inflation est l'opium du peuple. »

### Articles
- Henry Hazlitt, « Comment les prix doivent-ils être déterminés ? (traduction) », sur Institut Coppet, 31 mai 2012 (consulté le 8 juin 2012)
- Jeff Riggenbach, « Henri Hazlitt, l’« illustre ami » de Mises (traduction) », sur Institut Coppet, 7 mai 2011 (consulté le 8 juin 2012)

### Ouvrages
- Henry Hazlitt (trad. de l'anglais), L’Économie Politique en une Leçon, Paris, Institut Charles Coquelin, 2006, 185 p. (ISBN 2-915909-06-7, présentation en ligne)